# Бабаєво (Малоярославецький район)
Бабаєво (рос. Бабаево) — присілок в Малоярославецькому районі Калузької області Російської Федерації.
Населення становить 9 осіб. Входить до складу муніципального утворення Присілок Прудки.

## Історія
Від 2004 року входить до складу муніципального утворення Присілок Прудки.

## Населення
| 2002 | 2010 |
| ---- | ---- |
| 19   | ↘9   |